# Papa João XII
João XII (Roma, c. 937 – Roma, 14 de maio de 964), nascido Otaviano, foi o 130.° Papa da Igreja Católica e governador dos Estados Papais de 16 de dezembro de 955 até a sua morte em 964.

## O Pontificado
Papa da Igreja Católica Apostólica Romana (955-963) nascido em Roma, eleito em 16 de dezembro (955) sucessor de Agapito II (946-955), e deposto pelo imperador Oto I, que colocou em seu lugar um leigo, Leão VIII (963), cuja indicação foi declarada nula pelo Concílio Lateranense (964). Sobrinho de Marózia, patrícia romana, corrupta, cortesã de alta classe e amante de Sérgio III e mãe do papa João XI, conhecida universalmente por sua libertinagem e seus crimes, manchada por uma longa série de adultérios e uniões incestuosas, recebeu dos príncipes italianos, como preço de sua devassidão, a propriedade do Castelo de Santângelo e o governo da cidade de Roma com o título de Senatrix e Patrícia romana, e filho do patrício Alberico, irmão dela.
Alberico II de Espoleto, antes de falecer acometido de uma repentina doença, fez-se transportar até a basílica de São Pedro, e ali diante do altar, na Confissão de São Pedro, obrigou todos os nobres de Roma a jurar que elegeriam como sucessor do papa Agapito II, o seu jovem filho. Após a morte do pai, tornou-se governante temporal de Roma, com apenas 18 anos de idade, com o juramento sacrílego feito e observado. Nestas circunstâncias os historiadores ainda não chegaram a um acordo sobre a validade da sua eleição.
Inexperiente como governante, porém audaz, reivindicou os direitos temporais da Igreja e também criou os bispos-condes. Reconstruiu o Sacro Império e coroou Oto I da Alemanha, com quem criou uma aliança em que, no futuro, nenhum papa poderia ser consagrado sem a presença dos enviados do imperador (Privilegium Ottonianum). Foi descrito como libertino, criminoso e sanguinário e, assim, devido sua vida imoral e inadequada para o posto, foi deposto pelo imperador germânico, que o substituiu na cadeira papal por Leão VIII) (963-964). O papa de número 130 faleceu assassinado em 14 de maio de 964.
Foi durante seu pontificado que a alguns membros da Igreja tornaram-se suscetíveis ao poder político, e promoveram a venda de cargos eclesiásticos (a chamada simonia).